# Actinocheita
Actinocheita, monotipni biljni rod iz porodice rujevki. Jedina vrsta A. filicina raste na jugu Meksika po državama Guerrero, Mexico, Morelos, Oaxaca i Puebla. Lokalni naziv za nju je Palo tostado.
U doticaju s kožom uzrokuje dermatitis.

## Sinonimi
- Actinocheita potentillifolia (Turcz.) Bullock
- Rhus filicina DC.
- Rhus potentillifolia Turcz.
- Toxicodendron potentillifolium (Turcz.) Kuntze